# Bombardier Itino
Der Bombardier Itino (Schreibweise des Herstellers: ITINO) ist ein je nach Ausführung zwei- oder dreiteiliger dieselhydraulischer/dieselmechanischer Triebzug mit einer Höchstgeschwindigkeit von 140 km/h bis 160 km/h. Er wurde mit zwei separaten, in den Endwagen angeordneten Dieselantrieben angeboten und ist bis zu vierfach gekuppelt einsetzbar. Die Fertigung erfolgte im Werk Hennigsdorf bei Berlin.

## Ausgangslage
Der Itino wurde von Adtranz entwickelt und sollte als größeres und leistungsfähigeres Fahrzeug den Regio-Shuttle ergänzen. Noch vor der Fertigstellung des ersten Exemplars wurde Adtranz 2001 durch Bombardier Transportation übernommen. Während der Regio-Shuttle aus kartellrechtlichen Gründen an Stadler Rail abgegeben werden musste, verblieb der Itino bei Bombardier. Durch diese veränderte Ausgangslage stand der Itino nun in Konkurrenz sowohl zum Regio-Shuttle, als auch zur Bombardier-eigenen Talent-Familie. Aufgrund dieser besonders ungünstigen Situation auf dem ohnehin umkämpften Markt für Nahverkehrs-Dieseltriebwagen wurden bislang lediglich 57 Exemplare (27 Fahrzeuge in Deutschland, 30 in Schweden) verkauft, während Konkurrenzmodelle in mehrfacher Anzahl produziert wurden.

## Konstruktion
Die Züge verfügen über einen hohen Fahrkomfort und dank der guten Motorisierung über sehr gute Beschleunigungseigenschaften. Dadurch ist der Itino auch auf Hauptstrecken zwischen elektrisch betriebenen Zügen gut einsetzbar. Jeder Wagenkasten verfügt über je eine separate Klimaanlage für Fahrgast- und Fahrerraum. Diese beziehen ihre elektrische Energie von zwei 90-kW-Generatoren, die von den beiden Dieselmotoren angetrieben werden.
Durch die Bauweise in Niederflurtechnik ist ein bequemer und rollstuhlgerechter Einstieg möglich. Lediglich an den Enden des Zuges führt jeweils eine Treppe in einen erhöhten Bereich über den Motoren. Die Toilette ist ebenfalls behindertenfreundlich. Der Einbau von Hubliften im Einstiegsbereich ist möglich, dies wurde beim Itino der Erfurter Bahn (EB) (Ex-Prototyp) angewendet, aber nachträglich ausgebaut.

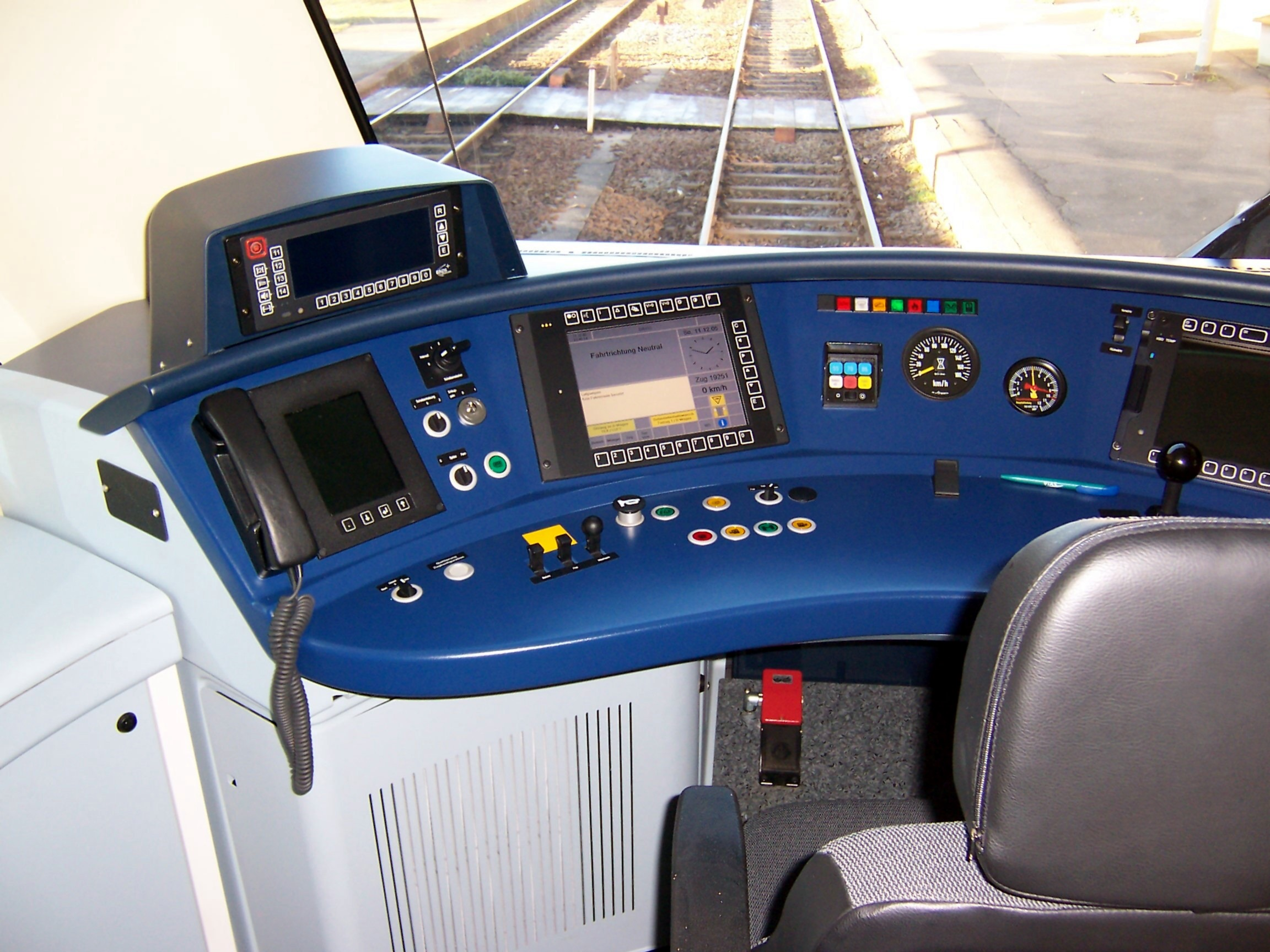
Führerstand

Der Führerstand verfügt (eigentlich) nicht über Außenspiegel zur Überwachung der Türen. Dies geschieht über zwei Außenkameras, deren Bilder auf einem Monitor (im Bild des Führerstands links erkennbar) dargestellt werden. Auf besonderen Kundenwunsch wurden für schwedische Fahrzeuge zusätzlich Außenklappspiegel nachgerüstet. Die vom RMV für die Odenwaldbahn bestellten Fahrzeuge (2005 22 Stück, 2010 vier Stück) wurden auf Kundenwunsch zusätzlich mit einer Innenraum-Video-Überwachung ausgestattet.
Wie viele andere moderne Triebwagen verfügt der Itino über einen kombinierten Fahr-/Bremshebel. Es steht für den Notbetrieb ein zusätzliches Führerbremsventil zur Verfügung. Der aufsteckbare Bedienhebel versteckt sich im Pult. Zusätzlich gibt ein parallel elektrisch als auch pneumatisch wirkender Notbrems-Schlagtaster dem Triebfahrzeugführer Sicherheit.
Der Itino verfügt über ein modernes elektropneumatisches Bremssystem (Hersteller Knorr) und zusätzlich über einen Retarder (integriert im Turbogetriebe T212 des Herstellers Voith bzw. ab 2008 im Schaltgetriebe Ecolife von ZF). Über ein sogenanntes Blending-Bremskonzept setzt der Bremsrechner die verschiedenen Bremsen je nach angeforderter Bremsleistung kombiniert ein, wobei immer erst die Leistung der verschleißfreien Bremse ausgenutzt wird. Erst bei erhöhter Bremsanforderung wird die pneumatische Bremse hinzugezogen.
Zudem ist der Itino mit einer Dachkühlanlage für jedes Antriebssystem ausgestattet, welche eine gute Wärmeabfuhr auch bei hohen Umgebungstemperaturen erlaubt. Jede Dachkühlanlage besteht aus drei Lüftern, die die Kühlluft von der Zugseite durch die Kühlelemente ansaugen und dann senkrecht nach oben ausblasen.

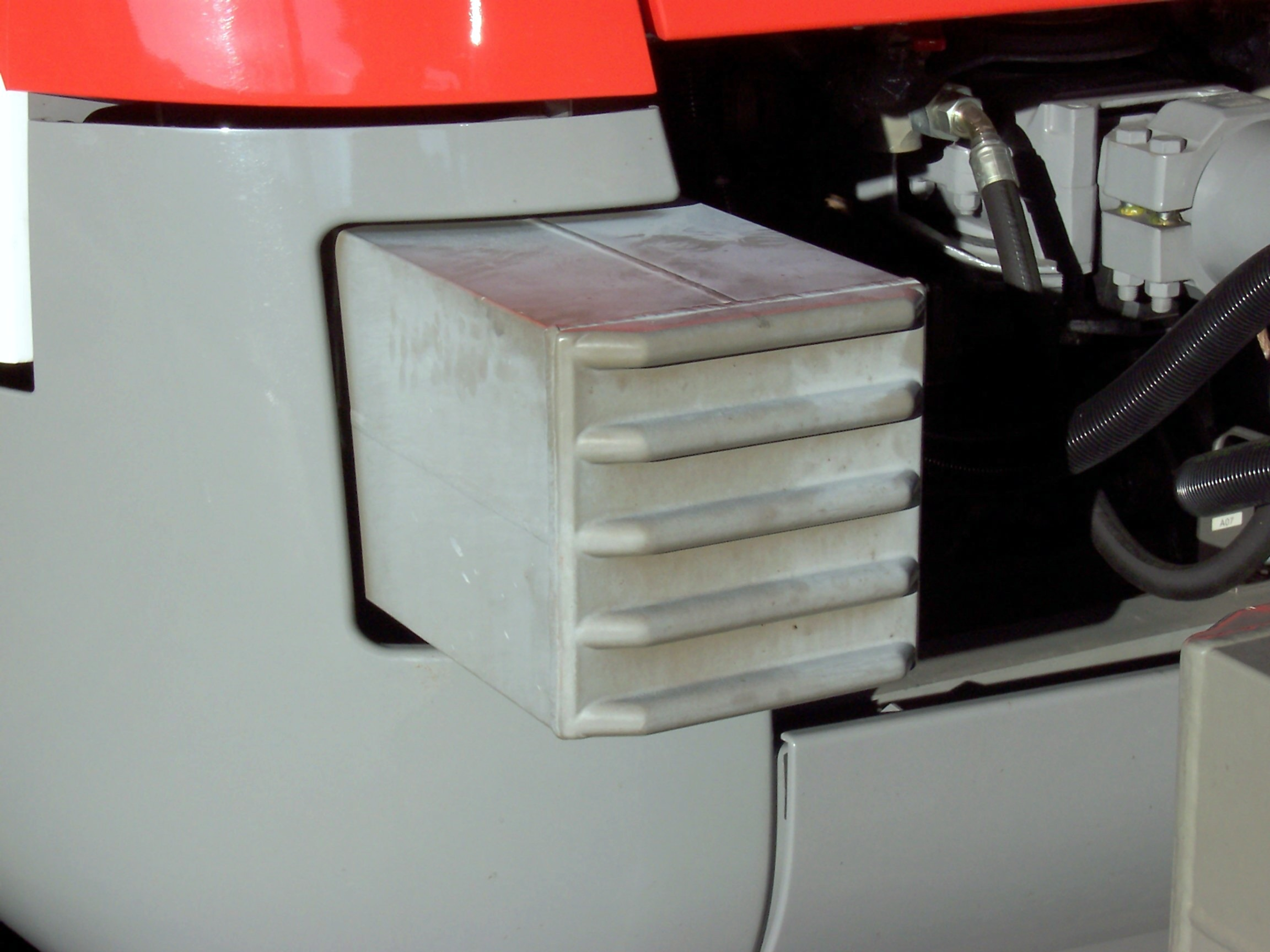
Crash-Element

Kennzeichnend für den Itino ist das für Schienenfahrzeuge neuartige Crash-Konzept. Es wurde seit dem Erfurter Prototyp weiterentwickelt und entspricht TSI 1 und TSI 2. Die wie Puffer aussehenden quadratischen Blöcke an den Fahrzeugenden neben den Scharfenbergkupplungen bestehen aus energieverzehrendem Material. Sie funktionieren, zusammen mit weiteren Maßnahmen, wie die Knautschzone bei Kraftfahrzeugen. Beim Zusammentreffen mit einer schwedischen Lokomotive bewährte sich das System bereits.
Die Wagenkästen sind aus Aluminiumprofilen gefertigt. Die Enden der Fahrzeuge bestehen wie bei allen modernen Triebwagen aus glasfaserverstärktem Kunststoff. Die schräg verlaufenden Streben in den Fensterbändern lassen die gleiche Herkunft wie der von Adtranz vor dem Itino entwickelte einteilige Regio-Shuttle RS1 erkennen, haben hier jedoch keine statische Funktion mehr.
Ab 2006 wurde mit EU-Fördermitteln an einer Technik gearbeitet, den Schadstoffausstoß zu verringern. Dazu wurde ein neuer Motor verwendet, das hydraulische durch ein mechanisches Getriebe ersetzt und SCR-Katalysatoren eingebaut. Zu deren Betrieb ist die wässrige Harnstofflösung AdBlue nötig, deren Reaktion die Stickoxide in Stickstoff und Wasserdampf umwandelt. Für den Harnstoff ist ein zusätzlicher 150-Liter-Tank nötig. Das Gewicht des Antriebsaggregates konnte so um 20 % verringert werden, während sich die Leistung um 12 % erhöht und der Kraftstoffverbrauch verringert wird. Die ab 2009 ausgelieferten Fahrzeuge sind mit dieser Technik ausgerüstet.
Die deutschen Fahrzeuge wurden Bombardier intern als IT D2.0.001 bis IT D2.0.027 geführt.
Wie üblich wurden ihnen durch die jeweiligen Betreiber eigene Nummern zugeteilt, so fährt der Itino der EB als VT201, die ITINOs der Odenwaldbahn (Betreiber VIAS GmbH) als VT101 bis VT126.

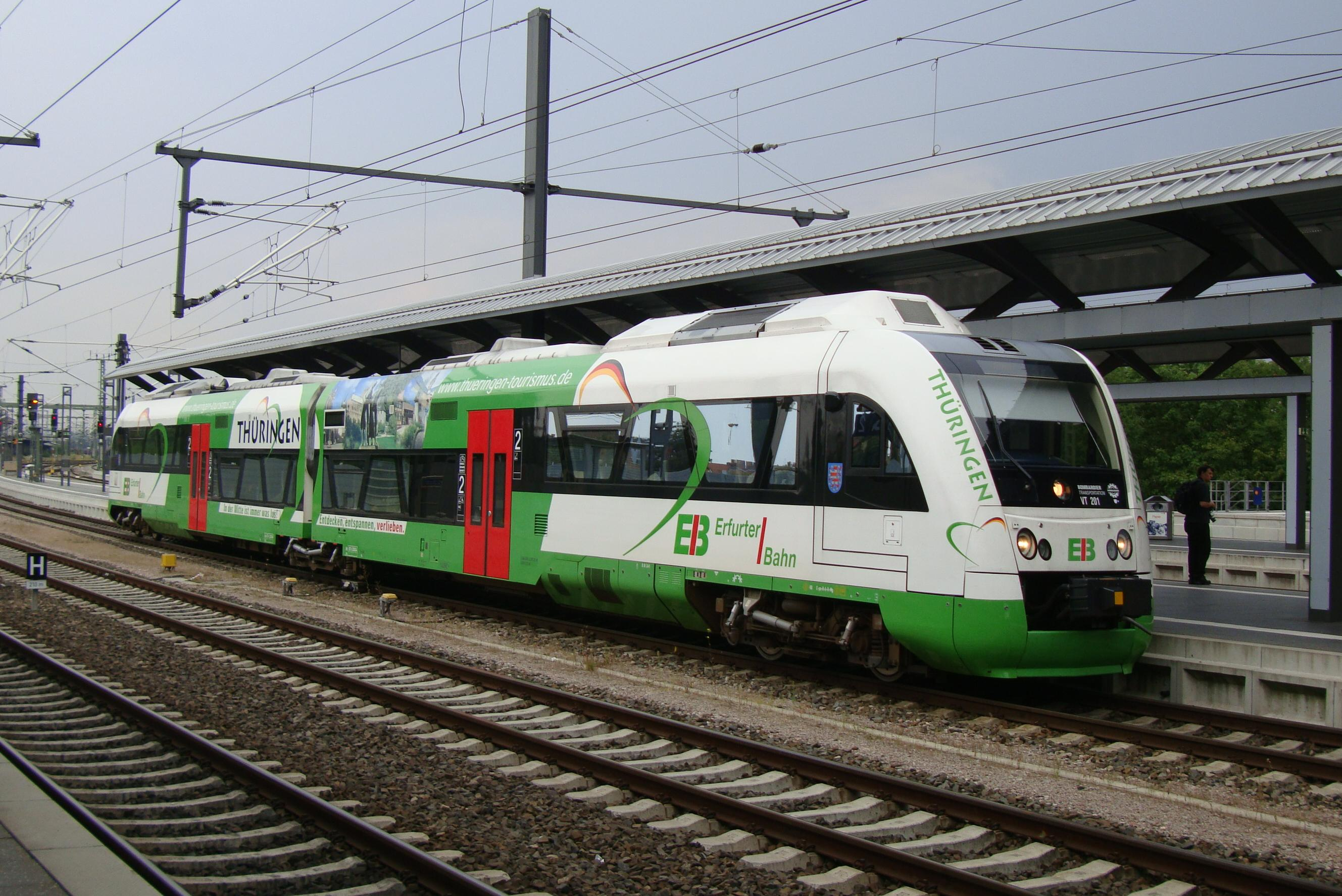
Itino der Erfurter Bahn in Erfurt Hbf

## Technische Details
- Getriebe:
  - bis 2006:

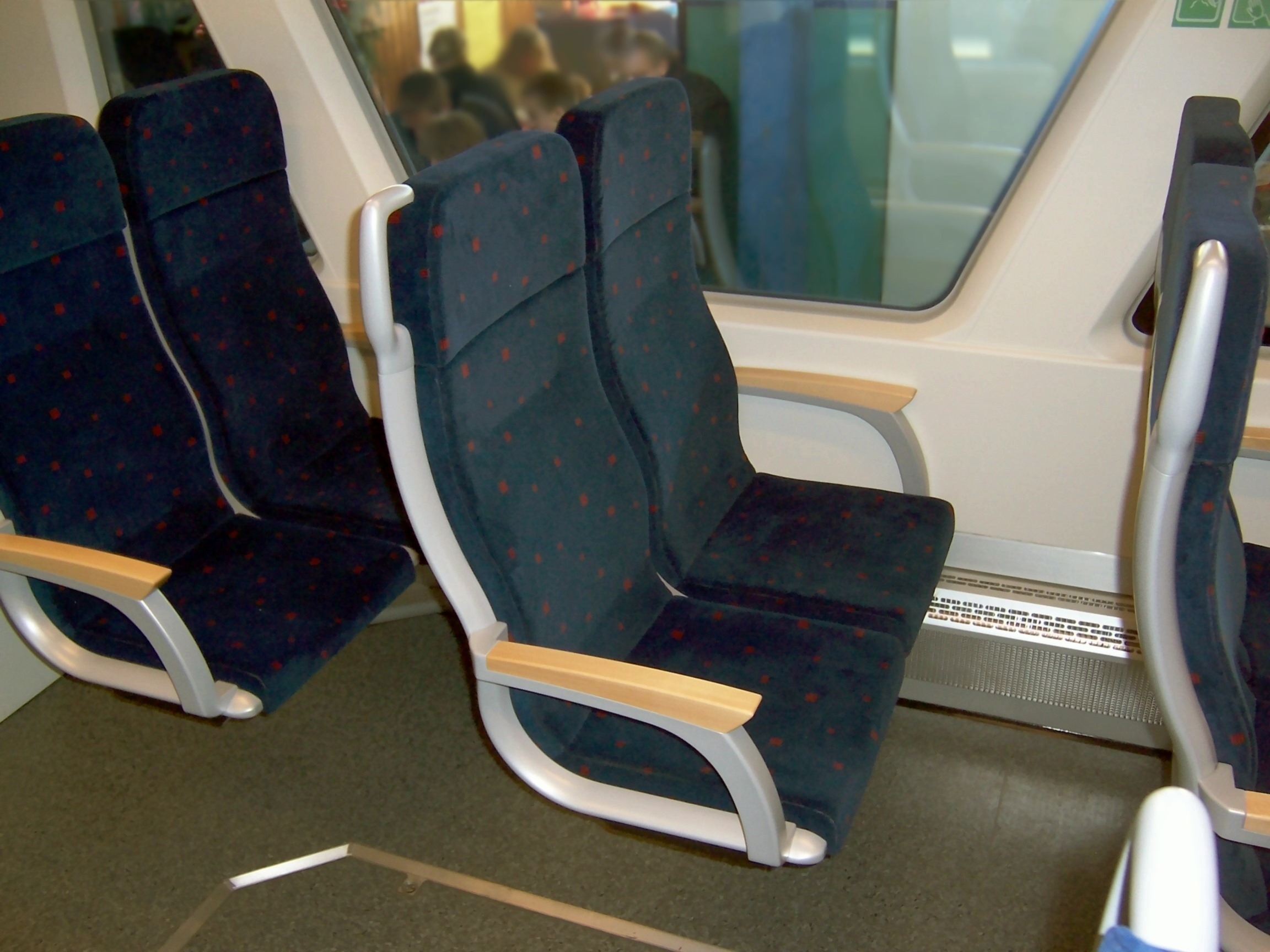
Sitze 2. Klasse

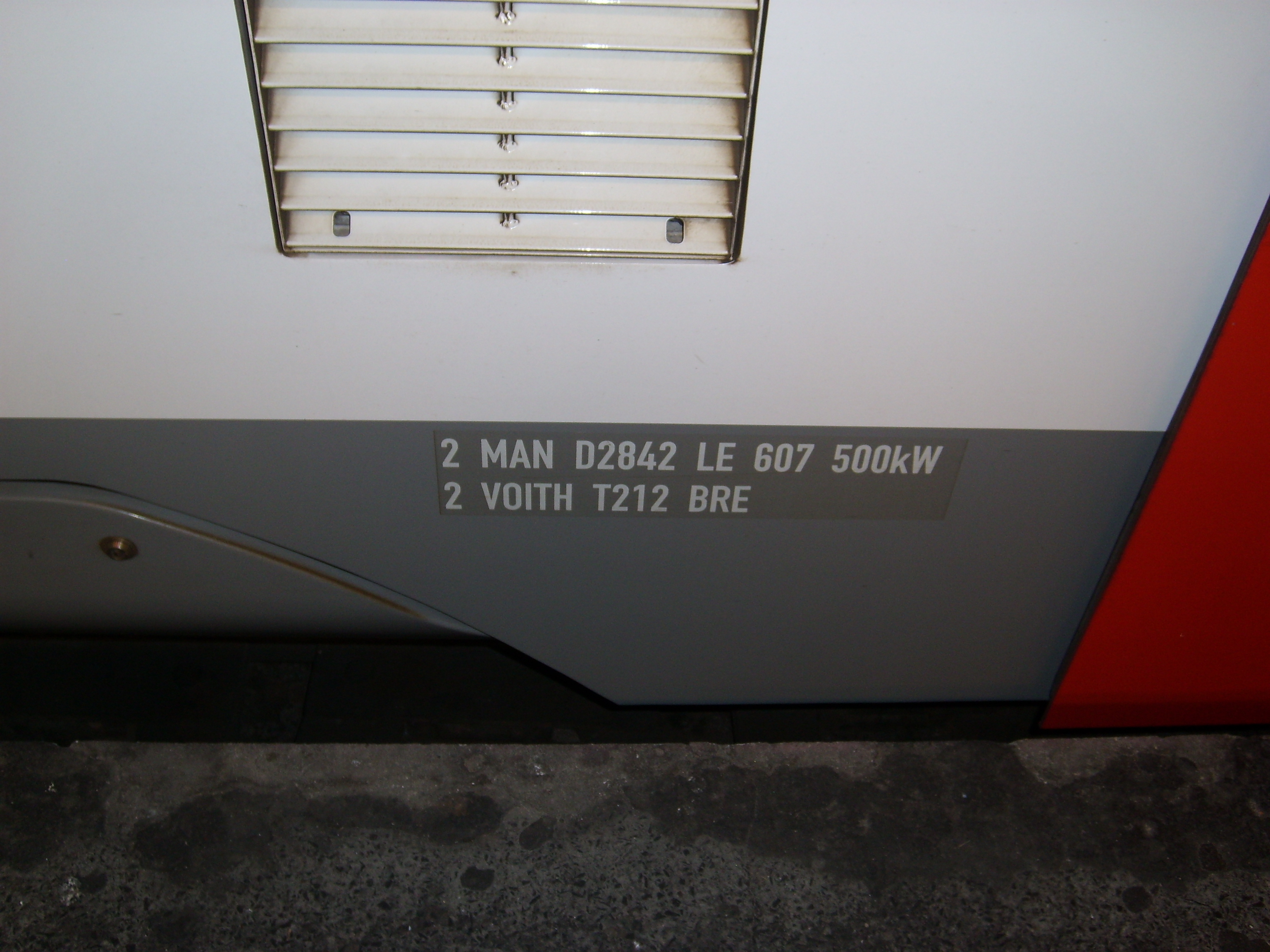
Seitliche Beschriftung eines Itino im Dienste der VIAS GmbH

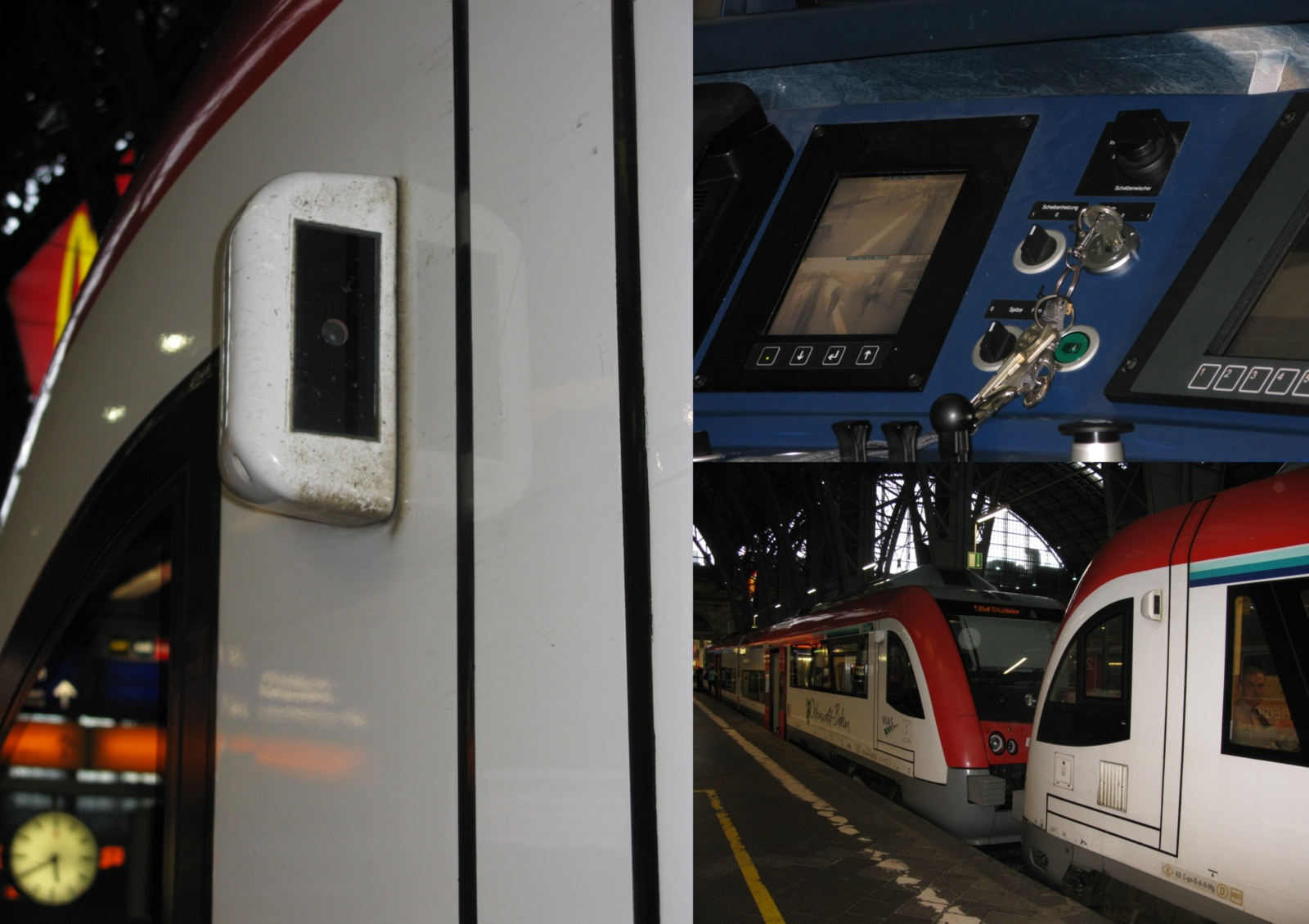
Fest installierte Videokameras an den Fahrzeugenden und ihr Bild im Führerstand eines Itino der VIAS

    - Voith Turbo T 212 bre (Wandler-Kupplung-Kupplung mit integriertem Retarder und Wendegetriebe, elektronisch gesteuert)
    - max. Getriebeeingangsleistung Schweden: je 400 kW bei 2016 1/min
    - max. Getriebeeingangsleistung Odenwaldbahn: je 430 kW bei 2041 1/min
    - max. Getriebeeingangsleistung Versuchsfahrzeug EIB: je 460 kW bei 2089 1/min
    - Getriebewirkungsgrad: über 90 % im Bereich der zwei Strömungskupplungen bei Reisegeschwindigkeit

  - ab 2008:
    - ZF Ecolife, 6-Gang hydromechanisches Getriebe (leistungsstärkerer Nachfolger des Ecomat-Getriebes)
    - max. Getriebewirkungsgrad: 97,5 %
- Motor:
  - bis 2006:
    - MAN D 2842 LE 607
    - 12-Zylinder-V-Motor
    - Leistung: 500 kW / 680 PS
    - max. Drehmoment: 2700 Nm
    - Bohrung/Hub: 128/142 mm
    - Hubraum: je 21,93 Liter
    - Abgasnorm: UIC I/Euro 2

  - ab 2008:
    - FPT (Ex-IVECO) Vector8
    - 8-Zylinder-V-Motor
    - Leistung 560 kW / 762 PS
    - Abgasnorm: Stage3B (Vorschrift erst ab 2012), vergleichbar EURO5
- Klimaanlage:
  - Hersteller:
    - Fahrzeug 1 – 13: Sütrak; ab Fahrzeug 14: BEHR Kältetechnik
    - Kältemittel 134a

## Einsatz

### Deutschland

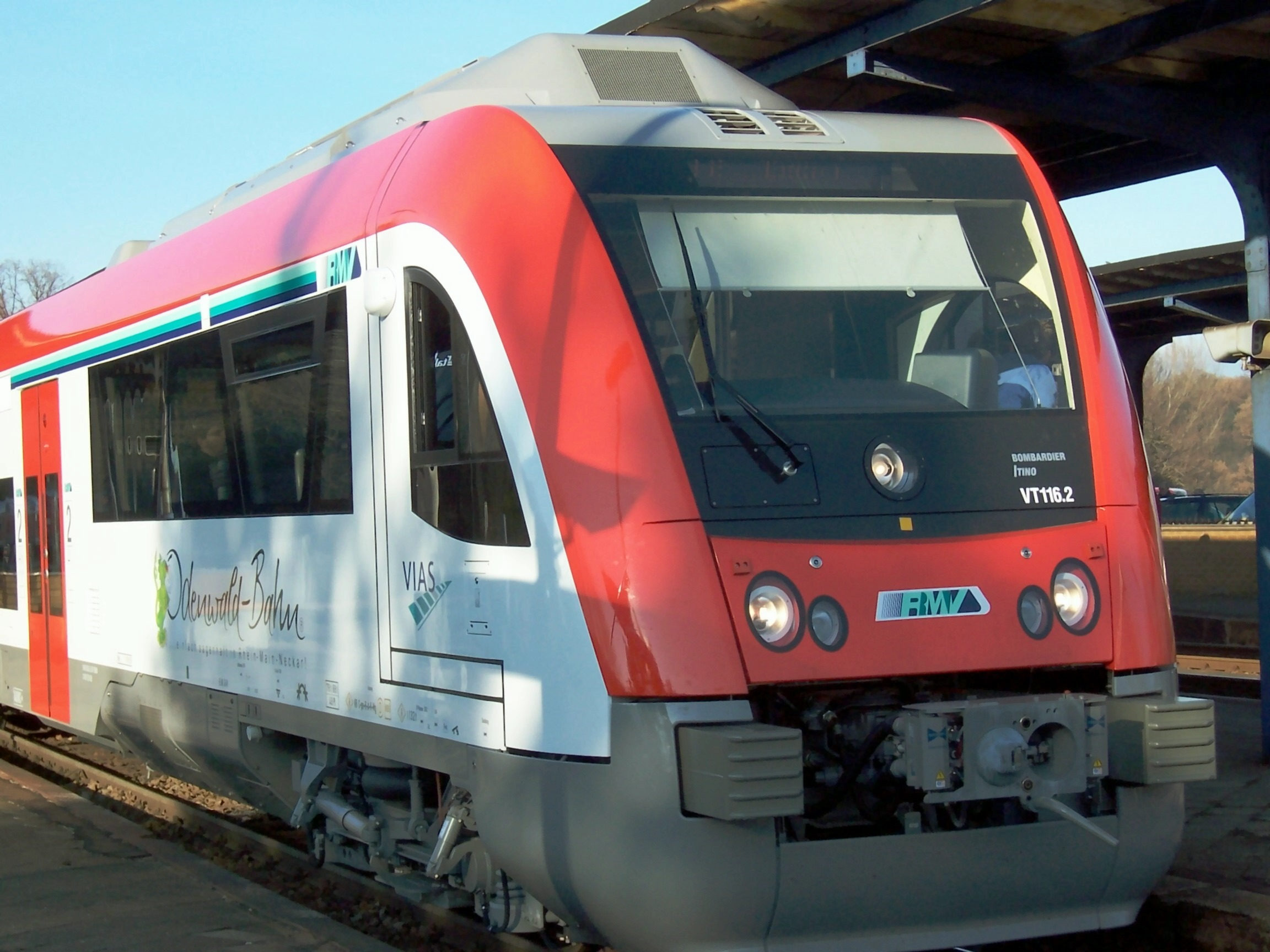
Itino der Odenwaldbahn

Zunächst wurde der Itino bei der DB als Baureihe 613 geführt. Im neuen Fahrzeugeinstellungsregister des Eisenbahnbundesamtes wird er als 0615 geführt. Ein Prototyp wurde an die Erfurter Bahn geliefert, die ihn auf den Strecken Erfurt–Kassel (bis Dez. 2013) und Erfurt–Ilmenau einsetzte. Bei diesem Fahrzeug wurde die für die Odenwaldbahn vorgesehene stärkere Motorisierung erprobt. Es war längere Zeit abgestellt, ist aber zwischenzeitlich bei der VIAS Rail angekommen.
Im Rahmen der Modernisierung der Odenwaldbahn bestellte die Fahrzeugmanagement Region Frankfurt RheinMain GmbH (fahma) 22 zweiteilige Itinos, die zwischen dem 5. August und dem 22. November 2005 ausgeliefert wurden. Die Triebzüge werden seit dem Fahrplanwechsel am 11. Dezember 2005 im Regelbetrieb auf der Odenwaldbahn (Strecken Eberbach–Darmstadt/Frankfurt am Main, Groß-Umstadt Wiebelsbach–Frankfurt am Main, Darmstadt–Pfungstadt) eingesetzt. Die Aufmotorisierung der zweiteiligen Itino hat es ermöglicht, die ohne lange Ausgleichszeiten angelegte Fahrplankonstruktion für die „Neue Odenwaldbahn“ ohne den zunächst vorgesehenen Einsatz von Neigetechnik zu verwirklichen.
Da die Odenwaldbahn den Fahrzeugbedarf anfangs unterschätzt hatte, wurden durch den Rhein-Main-Verkehrsverbund im August 2007 vier weitere Fahrzeuge nachbestellt und Anfang März 2010 ausgeliefert. Damit kann auch die reaktivierte Strecke nach Pfungstadt bedient werden. Diese Fahrzeuge entsprechen im Übrigen als erste der erst 2012 geltenden Abgasnorm Stage3B.

### Schweden

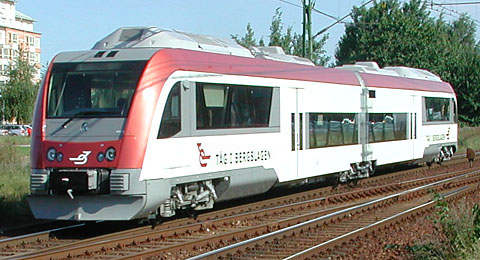
Itino bei Tåg i Bergslagen in Schweden

Es fahren weitere 30 Itino-Triebzüge (vierundzwanzig zwei- und sechs dreiteilige) in Schweden.
Die Einheiten tragen die Typenbezeichnungen „Y31“ (zweiteilig) und „Y32“ (dreiteilig). Die Betriebsnummern lauten 1400–1405, 1412–1429 (Y31) und 1406–1411 (Y32). Sie sind im Gegensatz zu der in Deutschland eingesetzten Ausführung mit erweiterter Winterausrüstung versehen, wie zum Beispiel beheizbaren Kraftstoffvorratsbehältern und Schneeräumschilden. Zudem ist die Ausstattung der Fahrgasträume mit Tischen, klappbaren Armlehnen und Stromanschlüssen für Laptops insgesamt luxuriöser.
Die Züge werden rund um Jönköping/Nässjö/Värnamo/Halmstad, zwischen Karlstad–Torsby, auf der Bahnstrecke Gårdsjö–Håkantorp und zwischen Lycksele–Umeå im Auftrag der regionalen Verkehrsbehörden JLT, Norrtåg, Värmlandstrafik und Västtrafik betrieben.

## Unfälle
- 18. Februar 2008 – LKW übersieht Rotlicht